# Campeonato Gaúcho
Campeonato da Primeira Divisão de Futebol Profissional da FGF er den bedste fodboldliga i staten Rio Grande do Sul, Brasilien.

## Klubber
Klubber kvalificeret til Campeonato Gaúcho Primeira Divisão 2017.
- Brasil de Pelotas
- Cruzeiro-RS
- Caxias
- Grêmio
- Internacional
- Juventude
- Novo Hamburgo
- Passo Fundo
- São Paulo-RS
- São José
- Veranópolis
- Ypiranga

## Liste over mestre
| Sæson | Vinder                     | 2'er                       |
| ----- | -------------------------- | -------------------------- |
| 1919  | Brasil de Pelotas          | Grêmio                     |
| 1920  | Guarany de Bagé            | Grêmio                     |
| 1921  | Grêmio                     | Riograndense (Santa Maria) |
| 1922  | Grêmio                     | Guaraní de Alegrete        |
| 1925  | Bagé                       | Grêmio                     |
| 1926  | Grêmio                     | Guarany de Bagé            |
| 1927  | Internacional              | Bagé                       |
| 1928  | Americano                  | Bagé                       |
| 1929  | Cruzeiro                   | Guarany de Bagé            |
| 1930  | Pelotas                    | Grêmio                     |
| 1931  | Grêmio                     | Guaraní de Alegrete        |
| 1932  | Grêmio                     | Pelotas                    |
| 1933  | São Paulo                  | Grêmio                     |
| 1934  | Internacional              | 9º Regimento de Infantaria |
| 1935  | 9º Regimento de Infantaria | Grêmio                     |
| 1936  | Rio Grande                 | Internacional              |
| 1937  | Grêmio Santanense          | Riograndense (RG)          |
| 1938  | Guarany de Bagé            | Riograndense (RG)          |
| 1939  | Riograndense (RG)          | Grêmio Santanense          |
| 1940  | Internacional              | Bagé                       |
| 1941  | Internacional              | Rio Grande                 |
| 1942  | Internacional              | Floriano                   |
| 1943  | Internacional              | Guaraní Cachoeira          |
| 1944  | Internacional              | Bagé                       |
| 1945  | Internacional              | Pelotas                    |
| 1946  | Grêmio                     | Riograndense (RG)          |
| 1947  | Internacional              | Floriano                   |
| 1948  | Internacional              | Grêmio Santanense          |
| 1949  | Grêmio                     | Floriano                   |
| 1950  | Internacional              | Floriano                   |
| 1951  | Internacional              | Pelotas                    |
| 1952  | Internacional              | Floriano                   |
| 1953  | Internacional              | Brasil de Pelotas          |
| 1954  | Renner                     | Brasil de Pelotas          |
| 1955  | Internacional              | Brasil de Pelotas          |
| 1956  | Grêmio                     | Pelotas                    |
| 1957  | Grêmio                     | Bagé                       |
| 1958  | Grêmio                     | Guarany de Bagé            |
| 1959  | Grêmio                     | Farroupilha                |
| 1960  | Grêmio                     | Pelotas                    |
| 1961  | Internacional              | Grêmio                     |
| 1962  | Grêmio                     | Internacional              |
| 1963  | Grêmio                     | Internacional              |
| 1964  | Grêmio                     | Internacional              |
| 1965  | Grêmio                     | Juventude                  |
| 1966  | Grêmio                     | Internacional              |
| 1967  | Grêmio                     | Internacional              |
| 1968  | Grêmio                     | Internacional              |
| 1969  | Internacional              | Grêmio                     |
| 1970  | Internacional              | Grêmio                     |
| 1971  | Internacional              | Grêmio                     |
| 1972  | Internacional              | Grêmio                     |
| 1973  | Internacional              | Grêmio                     |
| 1974  | Internacional              | Grêmio                     |
| 1975  | Internacional              | Grêmio                     |
| 1976  | Internacional              | Grêmio                     |
| 1977  | Grêmio                     | Internacional              |
| 1978  | Internacional              | Grêmio                     |
| 1979  | Grêmio                     | Esportivo                  |
| 1980  | Grêmio                     | Internacional              |
| 1981  | Internacional              | Grêmio                     |
| 1982  | Internacional              | Grêmio                     |
| 1983  | Internacional              | Brasil de Pelotas          |
| 1984  | Internacional              | Grêmio                     |
| 1985  | Grêmio                     | Internacional              |
| 1986  | Grêmio                     | Internacional              |
| 1987  | Grêmio                     | Internacional              |
| 1988  | Grêmio                     | Internacional              |
| 1989  | Grêmio                     | Internacional              |
| 1990  | Grêmio                     | Caxias                     |
| 1991  | Internacional              | Grêmio                     |
| 1992  | Internacional              | Grêmio                     |
| 1993  | Grêmio                     | Internacional              |
| 1994  | Internacional              | Juventude                  |
| 1995  | Grêmio                     | Internacional              |
| 1996  | Grêmio                     | Juventude                  |
| 1997  | Internacional              | Grêmio                     |
| 1998  | Juventude                  | Internacional              |
| 1999  | Grêmio                     | Internacional              |
| 2000  | Caxias                     | Grêmio                     |
| 2001  | Grêmio                     | Juventude                  |
| 2002  | Internacional              | 15 de Novembro             |
| 2003  | Internacional              | 15 de Novembro             |
| 2004  | Internacional              | Ulbra                      |
| 2005  | Internacional              | 15 de Novembro             |
| 2006  | Grêmio                     | Internacional              |
| 2007  | Grêmio                     | Juventude                  |
| 2008  | Internacional              | Juventude                  |
| 2009  | Internacional              | Grêmio                     |
| 2010  | Grêmio                     | Internacional              |
| 2011  | Internacional              | Grêmio                     |
| 2012  | Internacional              | Caxias                     |
| 2013  | Internacional              | Lajeadense                 |
| 2014  | Internacional              | Grêmio                     |
| 2015  | Internacional              | Grêmio                     |
| 2016  | Internacional              | Juventude                  |

## Titler i rækkefølge efter titler
- Internacional: 45 titler
- Grêmio: 36 titler
- Pelotas, Guarany de Bagé: 2 titler
- Brasil de Pelotas, Bagé, Americano, Cruzeiro, São Paulo, 9º Regimento de Infantaria (nu kendt som Grêmio Atlético Farroupilha), Rio Grande, Grêmio Santanense, Riograndense-RG, Renner, Juventude og Caxias: 1 titel